# STS-110

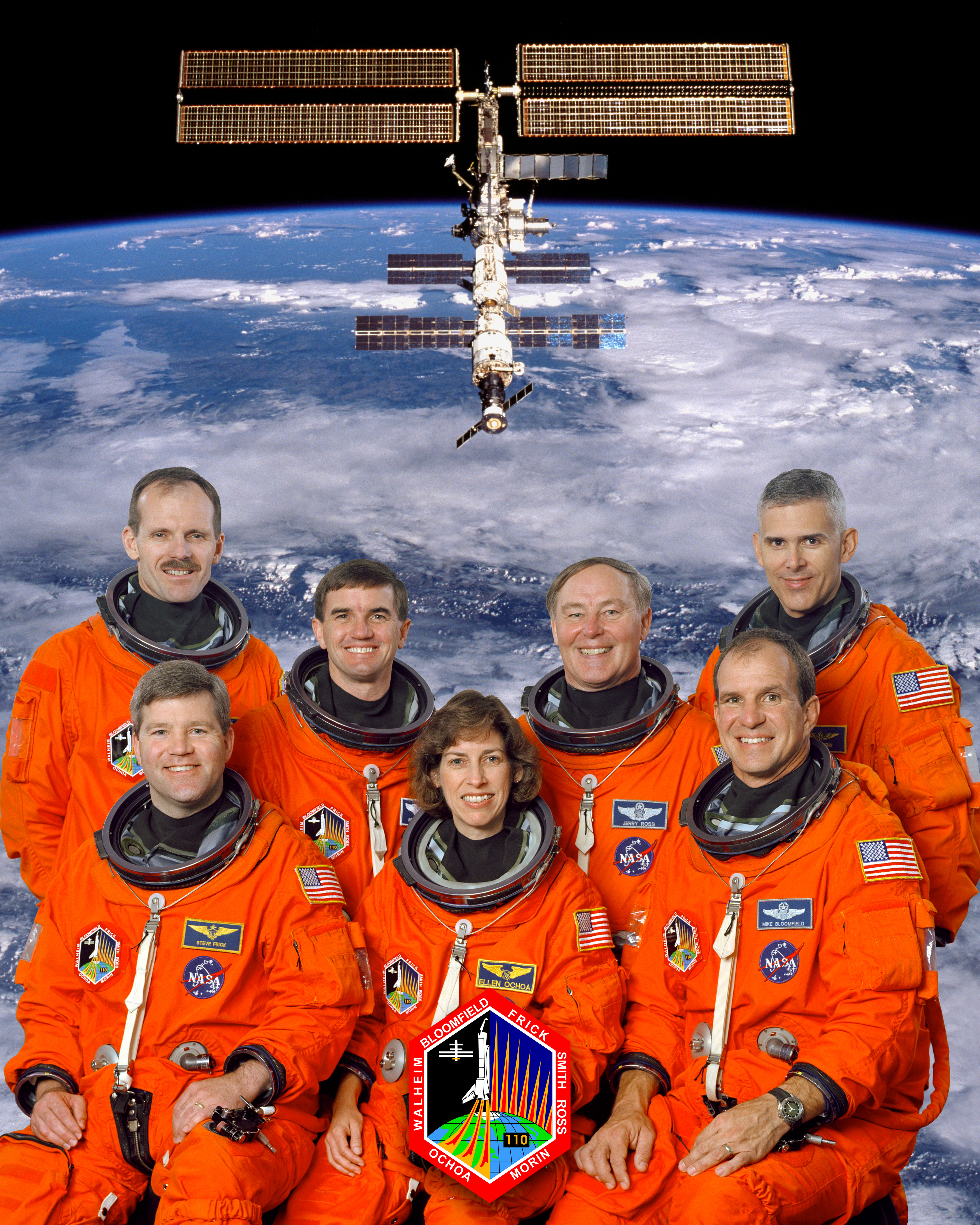
Екіпаж STS-110: Попереду зліва направо: Стівен Н. Фрік, Еллен Л. Очоа, Майкл Дж. Блумфілд; Позаду зліва направо: Стівен Л. Сміт, Рекс Дж. Уолхайм, Джеррі Л. Росс і Лі Морін

STS-110 — космічний політ БТКК «Атлантіс» за програмою «Спейс Шаттл» (109-й політ програми), метою якого було продовження збірки Міжнародної космічної станції (16-й політ за програмою МКС). Атлантіс стартував 8 квітня 2002 року з Космічного центру Кеннеді в штаті Флорида. Основним завданням була доставка на Міжнародну космічну станцію (МКС) центральної секції Основної ферми S0, мобільного транспортера MT (англ. Utility Transfer Assembly — UTA) і вантажів.

## Екіпаж
- (НАСА) Майкл Блумфілд (англ. Michael John " Bloomer " Bloomfield) (3)[1] — командир;
- (НАСА) Стівен Фрік (1) — пілот;
- (НАСА) Рекс Вальгайм (1) — фахівець польоту−1;
- (НАСА) Еллен Очоа (4) — фахівець польоту−2, бортінженер;
- (НАСА) Лі Морін (1) — фахівець польоту−3;
- (НАСА) Джеррі Росс (7) — фахівець польоту−4;
- (НАСА) Стівен Сміт (4) — фахівець польоту−5.

## Параметри польоту
- Маса апарата

- При старті — 116 609 кг;
- При посадці — 91 016 кг;

- Вантажопідйомність — 13 132 кг;
- Нахил орбіти — 51,6 °;
- Період обертання — 88,3 хв;
- Перигей — 155 км;
- Апогей — 225 км.

## Виходи в космос
- 11 квітня з 14:36 до 22:24 (UTC), тривалість 7 годин 48 хвилин — космонавти Стівен Сміт  і Рекс Волхайм. Фіксація секції ферми S0.
- 13 квітня з 14:09 до 21:39 (UTC), тривалість 7 годин 30 хвилин — космонавти Джеррі Росс  і Лі Морін. Закінчення фіксації секції ферми S0.
- 14 квітня з 13:48 до 20:15 (UTC), тривалість 6 годин 27 хвилин — космонавти Стівен Сміт і Рекс Уолхайм. Перемикання живлення маніпулятора SSRMS на мережу S0.
- 16 квітня з 14:29 до 21:06 (UTC), тривалість 6 годин 37 хвилин — космонавти Джеррі Росс і Лі Морін. Установка телескопічного трапа Airlock Spur (для спрощення виходу астронавтів зі шлюзового відсіку Квест на ферму станції під час робіт у відкритому космосі).

## Цікаві факти
- Час запуску пілотованих американських космічних апаратів завжди, починаючи з 1961 року, оголошувався заздалегідь (винятком були сім польотів шатлів з військовими завданнями, здійснені в умовах суворої секретності в період 1985—1990 років). Починаючи з польоту «STS-110», в НАСА вирішили оголошуватися точний час запуску шатла лише за 24 години до старту (до цього моменту буде публікуватися тільки 4-годинний інтервал часу, всередині якого знаходиться запланований момент старту).
- У польоті «Атлантіс» «STS-110» були вперше встановлені три основні двигуни SSME останньої модифікації «Block II». Один такий двигун використовувався при попередньому запуску «Атлантіса» (STS-104) у липні 2001 року, і ще один — в польоті «Індевора» за програмою STS-108 в грудні того ж року.

## Галерея
- Старт польоту STS-110 Відео (1 хв 29 с).

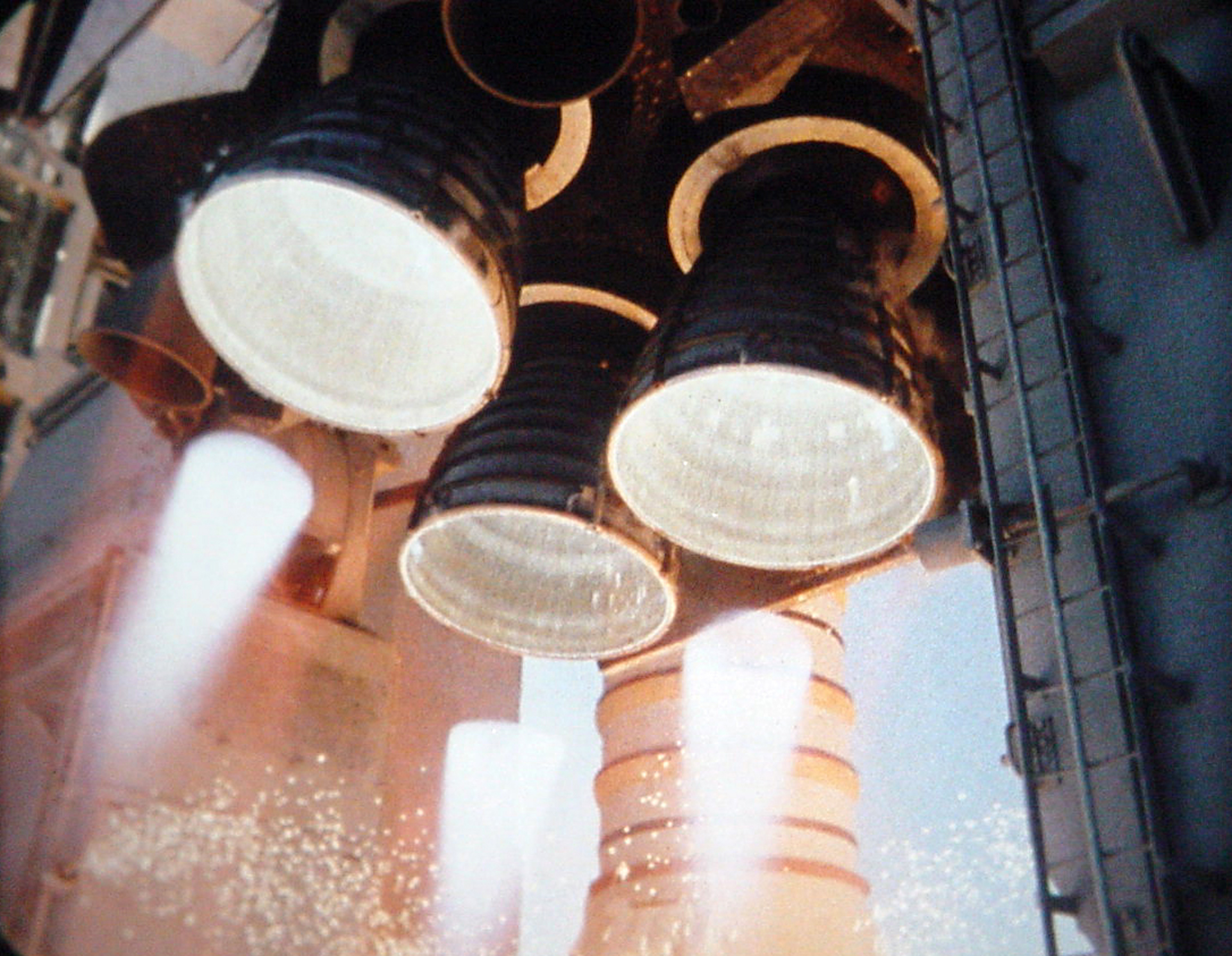
Запалювання трьох нових поліпшених головних двигунів шатла під час запуску «Атлантіса» 8 квітня 2002 року.
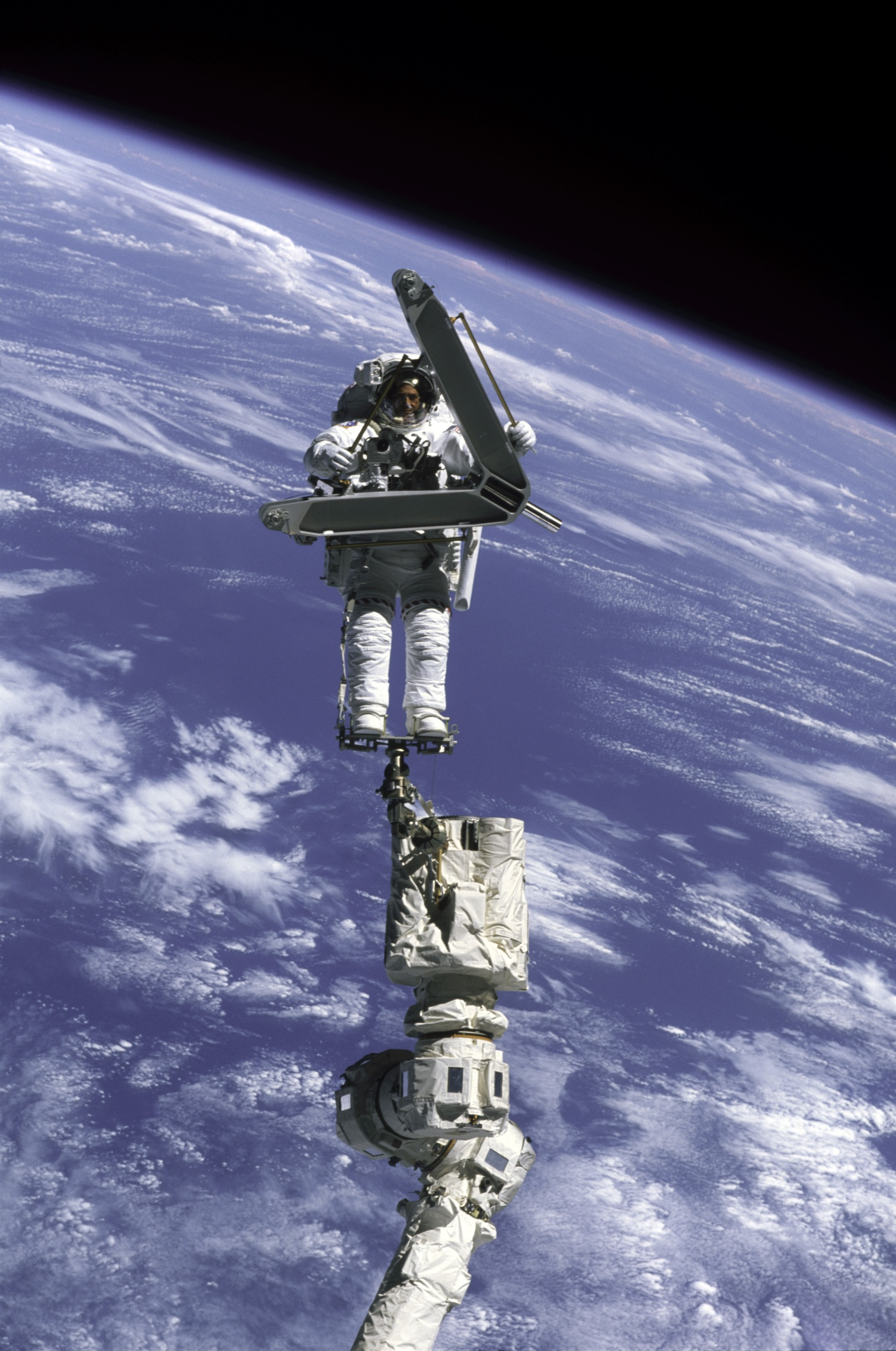
Астронавт Лі Морін у другому виході у відкритий космос.
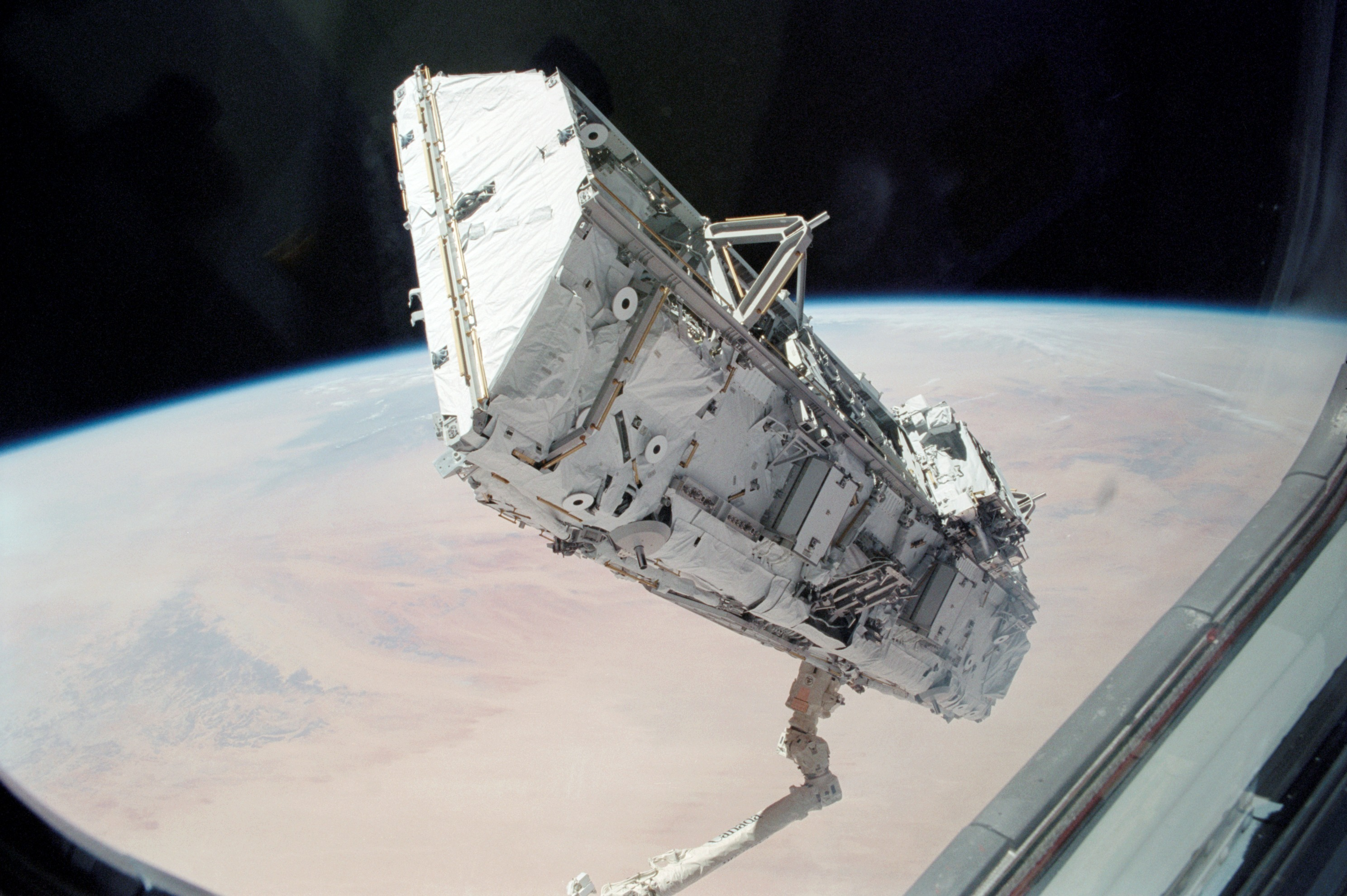
Підняття з вантажного відсіку ферми S0.
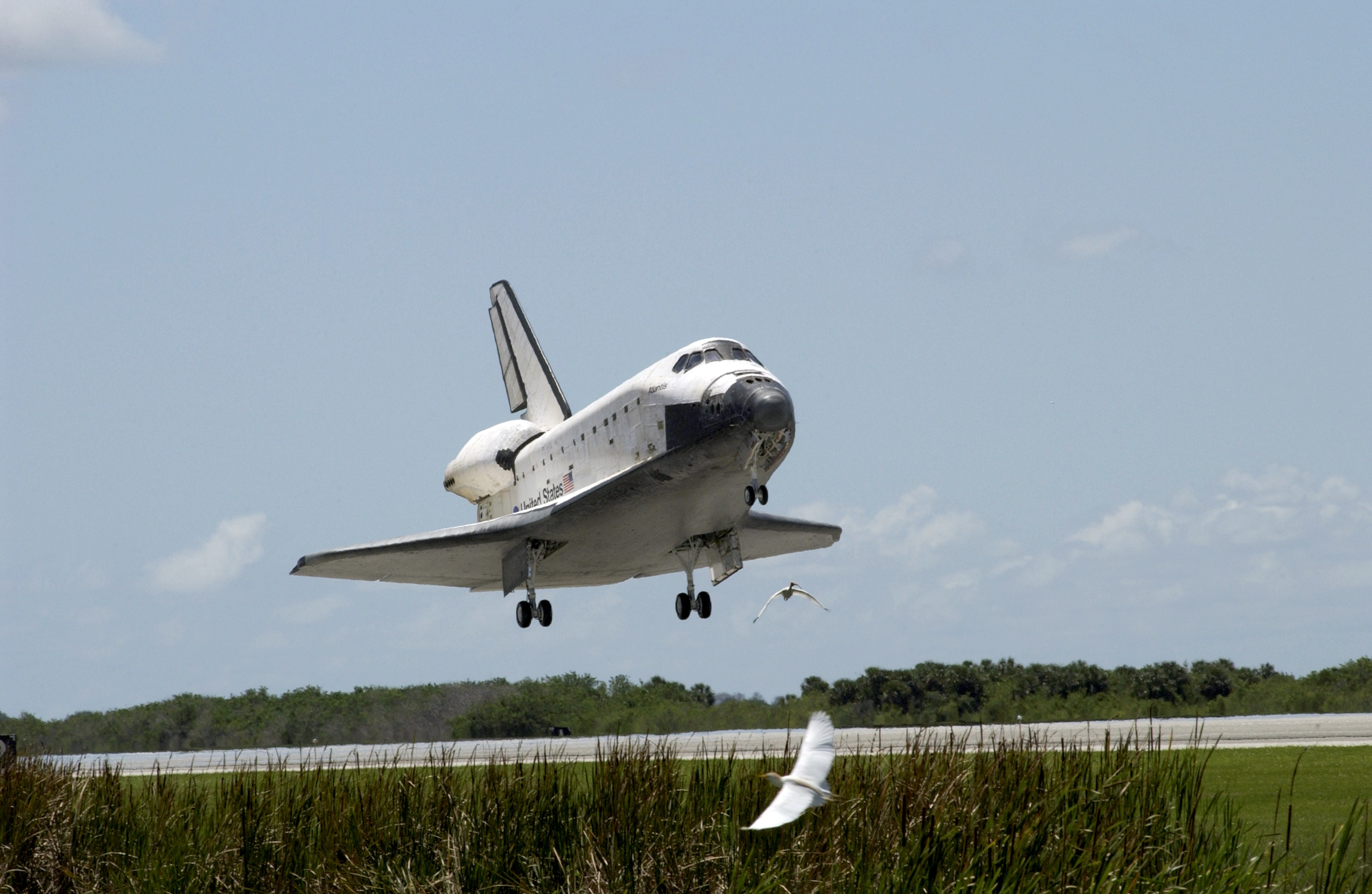
Посадки «Атлантіс» STS-110 19 квітня 2002 року.

## Примітка
1. ↑  цифра в дужках показує кількість закінчених космічних польотів, зокрема цей, які здійснив член екіпажу